# Packard Panther

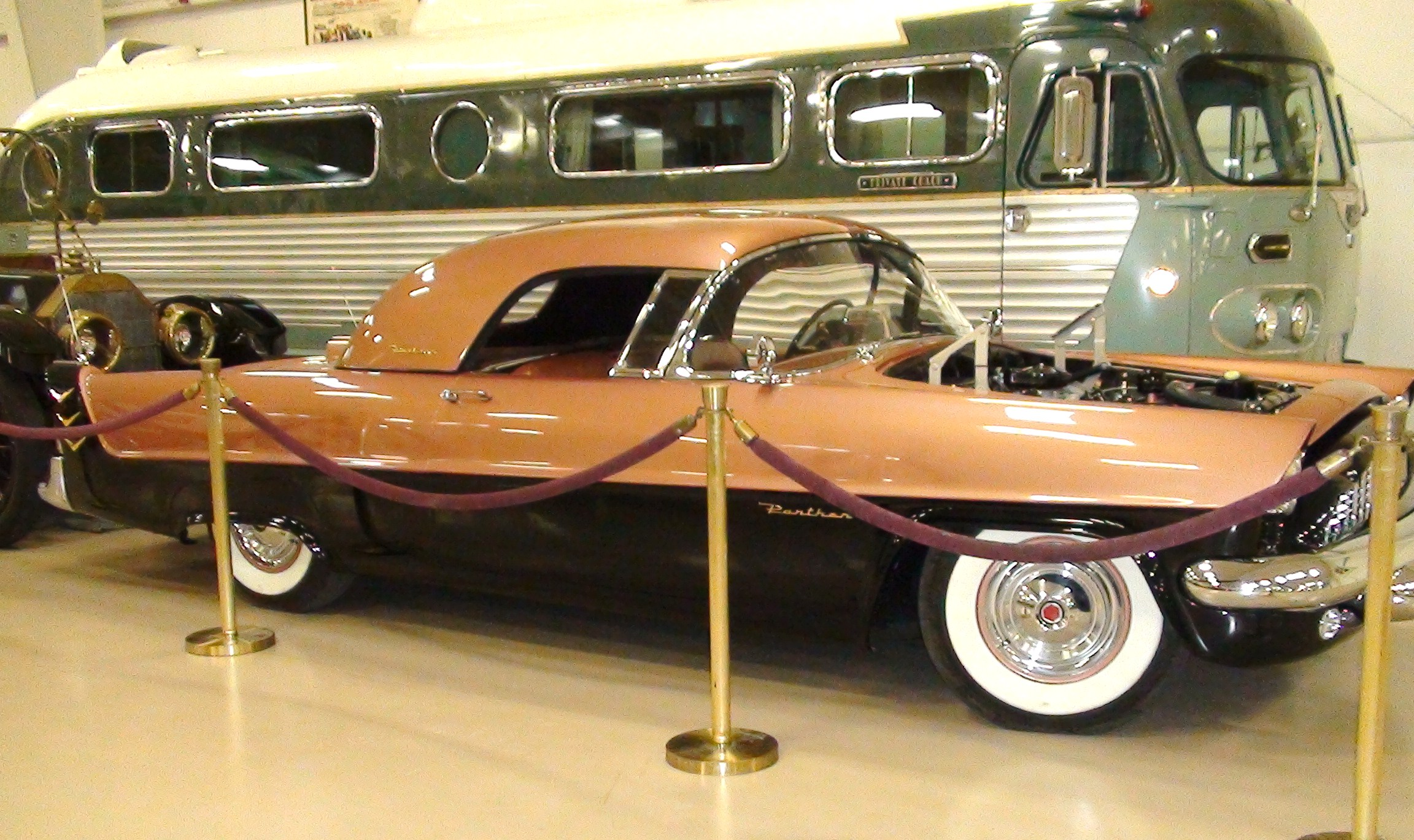
Packard Panther

El Packard Panther es un prototipo de automóvil construido en 1954 por Packard, exhibido en salones del motor con el fin de mostrar algunas de las ideas que el fabricante de automóviles estaba considerando para sus modelos de producción en serie. Este coche de exhibición primero se llamó "Grey Wolf" y también "Packard Daytona". Se construyeron un total de cuatro ejemplares.

## Diseño
El Panther era un "automóvil de lujo personal" de dos asientos deportivo convertible (en la misma línea que el Pan-American), con los rasgos de estilo característicos de Packard, pero un línea más baja. Originalmente, los coches tenían las luces traseras del Clipper de 1955, pero posteriormente se sustituyeron por unidades de estilo "catedral" propias de la gama sénior. El diseño de la carrocería de fibra de vidrio de una pieza del Panther se atribuye a Dick Teague, quien ya había diseñado varios coches para Packard y que en ese momento estaba trabajando en la empresa Mitchell-Bentley Corporation. Posteriormente, Teague desarrollaría el resto de su carrera en American Motors Corporation (AMC).
Aunque se mostró a fines de 1954 y 1955 (cuando Packard ya anunciaba su nuevo y moderno motor OHV V8), el Panther presentaba el Motor SV (de culata plana) I8 de 327 plg³ (5,4 L), un propulsor sobrealimentado anterior de la compañía capaz de producir 275 HP (205,1 kW), junto con una transmisión automática Ultramatic.
De los cuatro Panther construidos, uno era propiedad del ejecutivo de Mitchell-Bentley, William Mitchell, Sr. . El automóvil de Mitchell es el único Panther que tenía un techo rígido desmontable (que se parecía al del Ford Thunderbird de primera generación de 1955).